# Oravská Poruba
Oravská Poruba es un municipio del distrito de Dolný Kubín en la región de Žilina, Eslovaquia, con una población estimada a final del año 2024 de 1083 habitantes.
Se encuentra ubicado en el centro de la región, cerca del curso alto del río Váh (cuenca hidrográfica del Danubio) y de la frontera con la República Checa y Polonia.

## Demografía
| Año        | 1994 | 2004     | 2014     | 2024    |
| ---------- | ---- | -------- | -------- | ------- |
| Población  | 809  | 907      | 1026     | 1083    |
| Diferencia |      | +12,11 % | +13,12 % | +5,55 % |

| Año        | 2023 | 2024    |
| ---------- | ---- | ------- |
| Población  | 1085 | 1083    |
| Diferencia |      | −0,18 % |